# 北98線

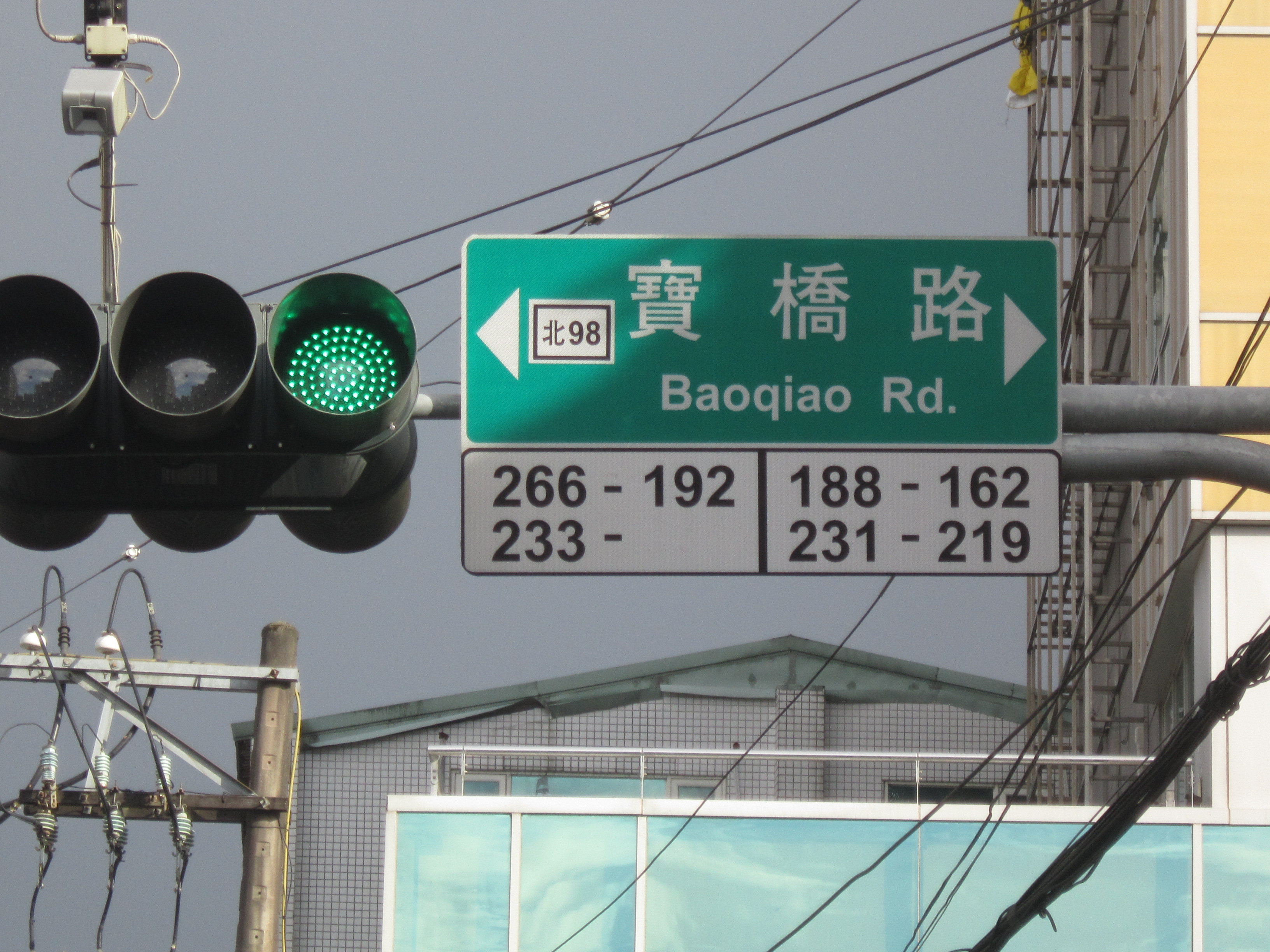
寶橋路的路標標明為「北98線」。

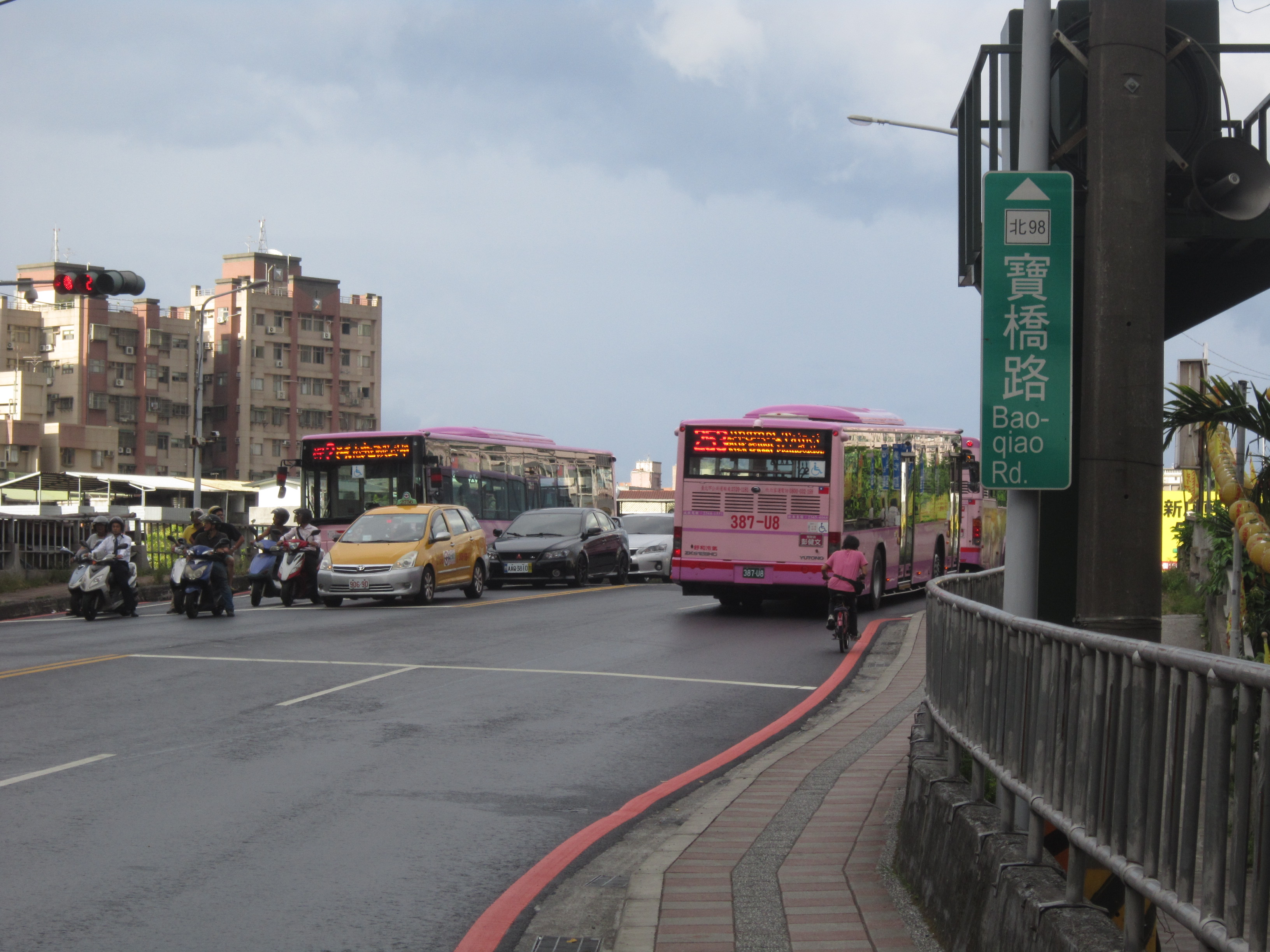
北98市道路標位於新北市新店區往台北市文山區的寶橋。

北98線 七張－寶橋，是位於新北市的一條鄉道，北起新北市新店區七張，南至新北市新店區寶橋(續接木新路)，全長1.269公里。原為北市97線，後台北市內路段解編，僅存台北縣（新北市）路段。本線路名為寶橋路，路名來自本線位於市界的終點為跨越景美溪的寶橋。

## 路線說明
新北市
- 新店區：七張0.0k（起點，台9線岔路）→ 寶橋路 → 寶橋1.269k（終點，市界）

### 台北市內路線
臺北市
- 文山區：現行終點 → 木新路 → 保儀路 → 木柵（舊終點，106線岔路）

## 沿線設施
- 捷運七張站
- 北新國小
- 家樂福新店店
- 裕隆汽車
- 寶橋

## 連接道路
- 台9線
- 北103線
- 106線（舊線）

## 歷史沿革
| 北98線歷史沿革 | 北98線歷史沿革                                                      | 北98線歷史沿革                                                  |
| 年代           | 本編號沿革                                                          | 本路線沿革                                                      |
| -------------- | ------------------------------------------------------------------- | --------------------------------------------------------------- |
| 1961年         | 木柵－指南宮間1.385km（木柵指南路）                                 | 當時為北97線                                                    |
| 1970年         | 因應台北市改制直轄市與周邊衛星城市合併升格而解編。                  | 改為北市97線。                                                  |
| 1983年 大整編  | 原北88-1線改編為北97線（平和里－牛埔線1.887km）， 起點延長至106線。 | 改編北市98線（北縣：七張－寶斗厝線1.267km；北市路段名存實亡）。 |
| 2010年         | 原北88-1線改編為北97線（平和里－牛埔線1.887km）， 起點延長至106線。 | 公路總局公佈新里程資料，北市98線北市路段正式取消。              |